# شيخ حميدي
حميدي شيخ (من مواليد 6 أبريل 1983-)، لاعب كرة قدم جزائري يلعب مع فريق مولودية سعيدة في مركز الهجوم.